# Josef Douba
Josef Douba (15. května 1866 Divišov – 8. dubna 1928 Domažlice) byl akademický malíř a ilustrátor.

## Život
Studoval na pražské Akademii (1881–1891) u Františka Sequense a Maxmiliána Pirnera. Byl na studijních cestách v Německu (Drážďany, Berlín, Mnichov) a v Itálii. Zprvu působil v Praze, později v Českých Budějovicích a od roku 1919 v Domažlicích. Je autorem fresek v královéhradecké knihovně, historických obrazů, později i obrazů ze života venkovského lidu převážně z Chodska a podobizen. V letech 1893-1896 se účastnil výstav Umělecké besedy.  Hojně přispíval ilustracemi do Zlaté Prahy. Jím ilustrovaná Babička Boženy Němcové vyšla roku 1898.

## Galerie

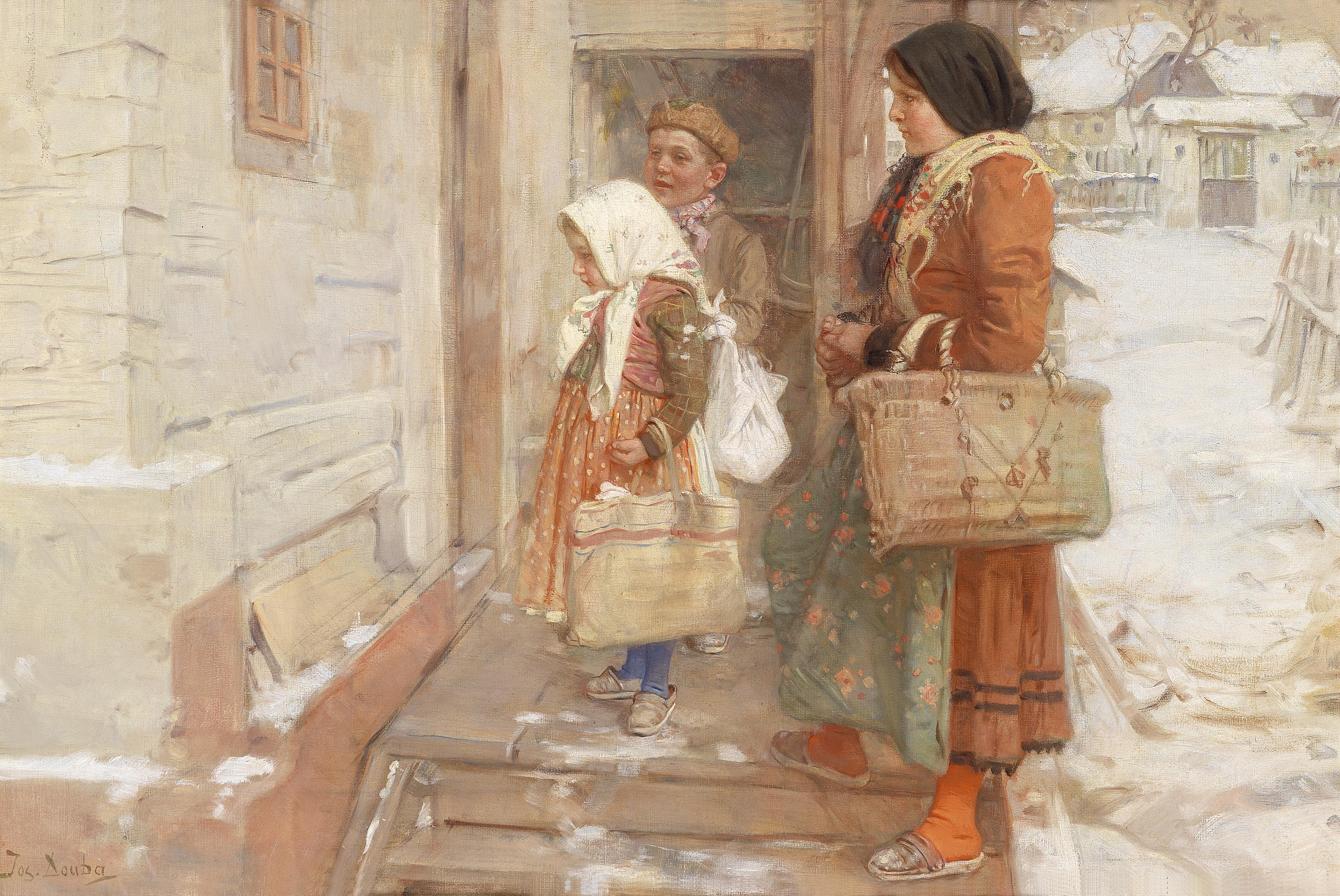
Josef Douba – návrat domů
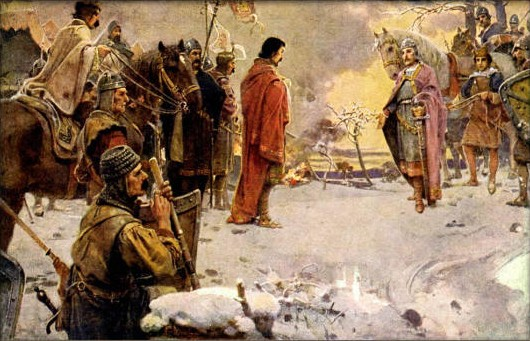
Josef Douba – smír Přemysla Otakara I. s bratrem Vladislavem III.
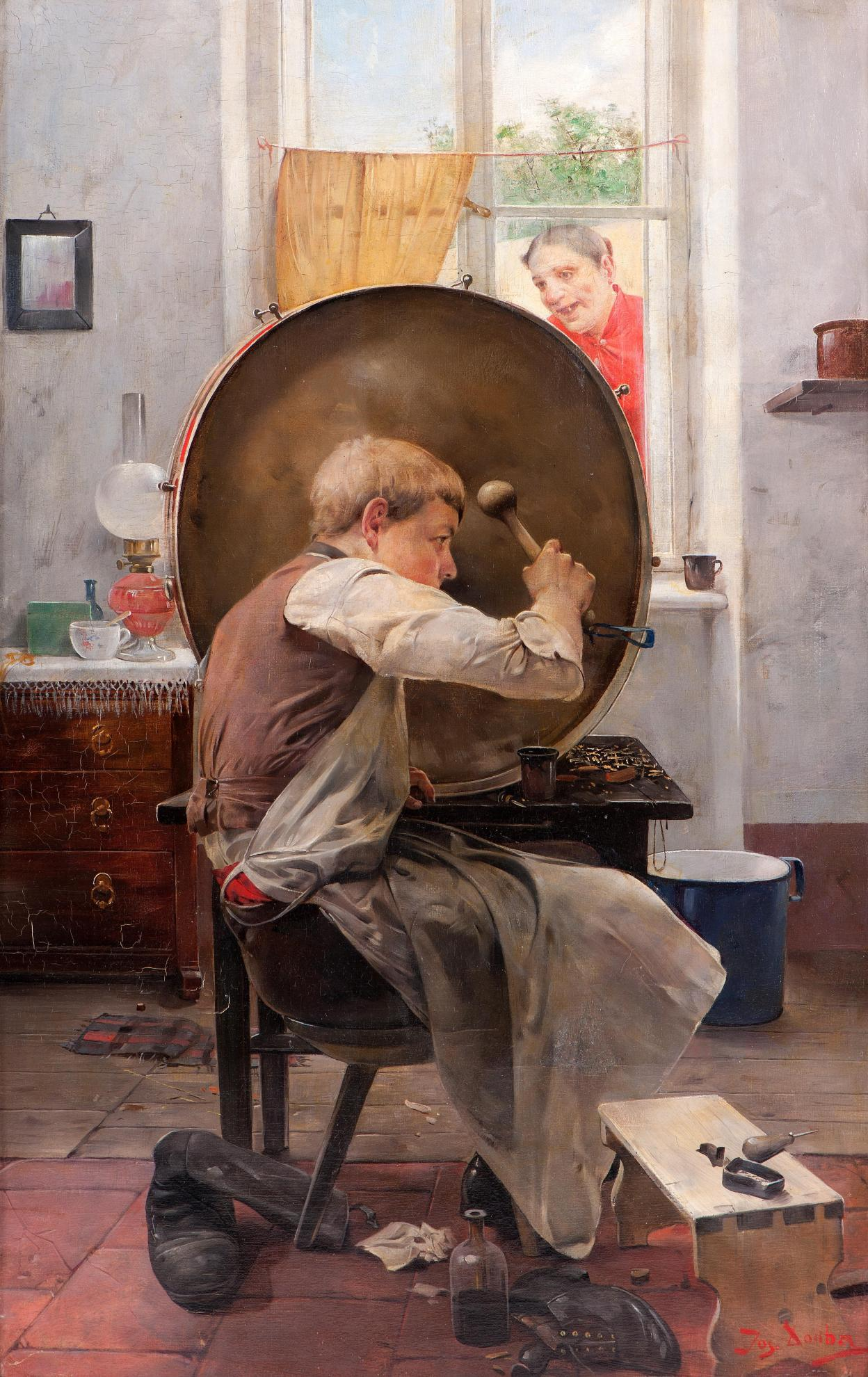
Josef Douba – obuvník s bubnem
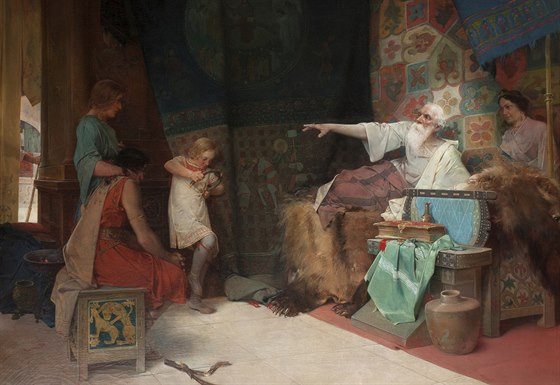
Josef Douba – Svatopluk se svými syny
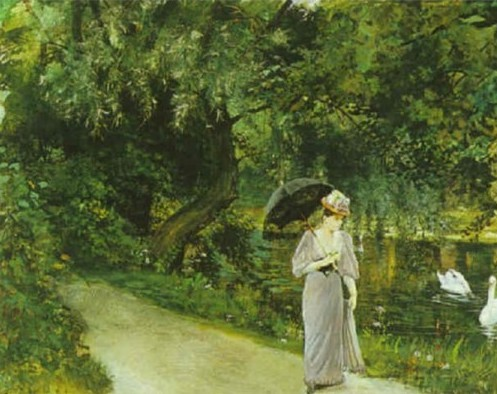
Josef Douba – na procházce